# José Eduardo Agualusa

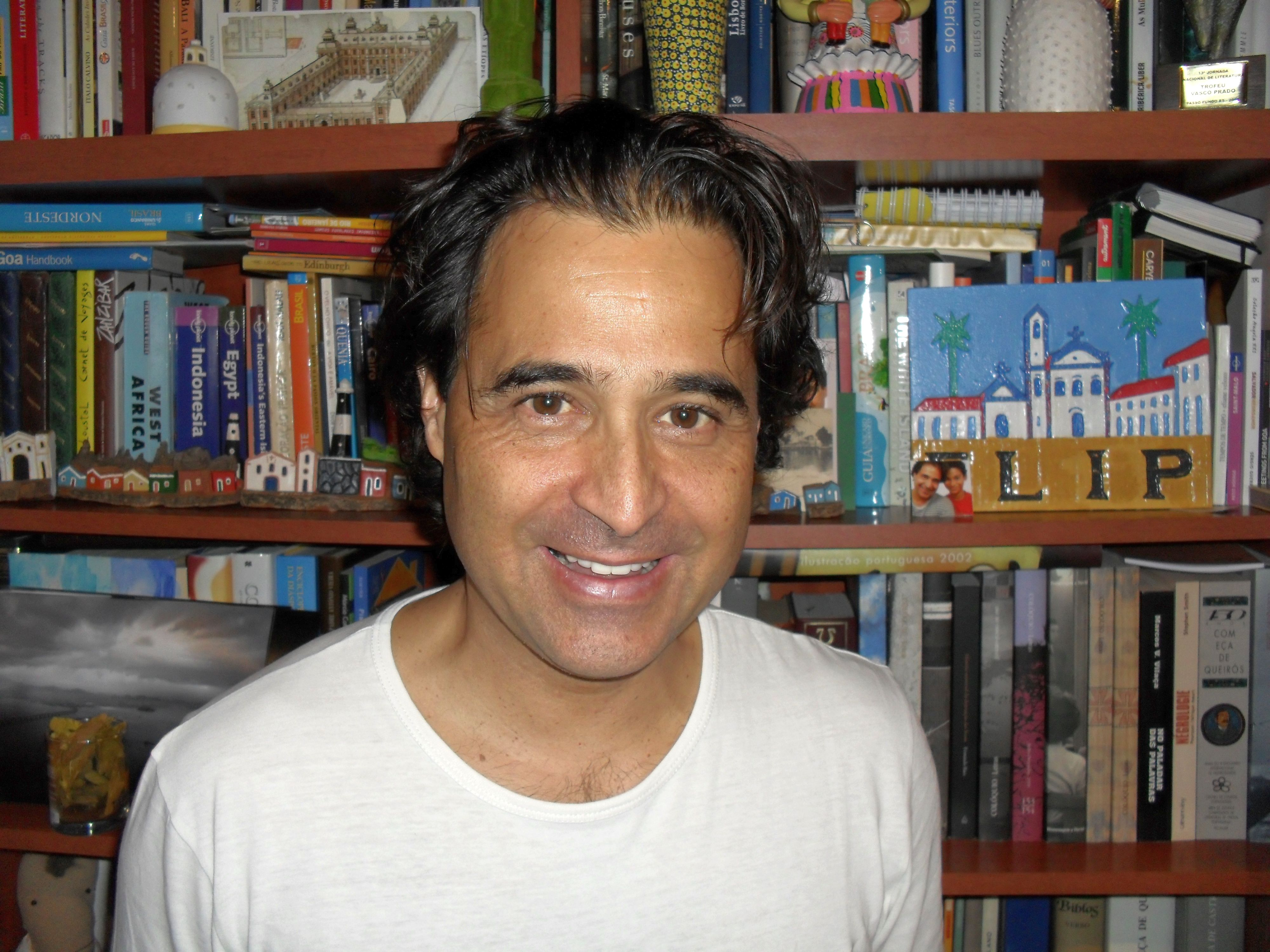
José Eduardo Agualusa

José Eduardo Agualusa (Huambo, Angola; 13 de diciembre de 1960) es un escritor y periodista angoleño, representante de la nueva literatura africana.

## Biografía
José Eduardo Agualusa Alves da Cunha nació el 13 de diciembre de 1960 en Huambo, Angola, hijo de colonos blancos portugueses. Estudió agronomía y silvicultura en el Instituto Superior de Agronomía, en Lisboa. En 1998 emigró a Río de Janeiro. Reside en Luanda desde 2004.
Colabora en el diario Público. Realiza el programa La hora de las cigarras (A hora das cigarras) en RDP África, en el cual trata temas sobre música y poesía africana, difundido los domingos.
En 2006 lanzó en conjunto con Conceição Lopes y Fatima Otero, la editorial brasileña Língua Geral, dedicada exclusivamente a autores de lengua portuguesa. En 2007 recibe el Premio Independiente de Ficción Extranjera (Independent Foreign Fiction Prize) concedido por el diario británico The Independent y por el Consejo de las Artes del Reino Unido, por su novela El vendedor de pasados, titulada en inglés como The Book of Chameleons y traducida por Daniel Hahn, siendo el primer escritor africano en recibir tal distinción desde su institución en 1990. Sus novelas podrían relacionarse al subgénero de novela histórica, denunciando el menoscabo hecho a la historia africana por aquellos quienes la describen como irrelevante; sin embargo, difícilmente comparte los puntos de vistas milenarios y ambiciones continentales de varios escritores africanos.

## Obras

### Novela
- La conjura (A conjura, 1989)
- La feria de los asombrados (A feiro dos assombrados, 1992)
- Estación de lluvias (Estação das chuvas, 1996)
- Nación criolla (Nação crioula, 1997), Gran Premio Literario RTP.
- Un extraño en Goa (Um estranho em Goa, 2000)
- El año en que Zumbí tomó Río de Janeiro (O Ano em que Zumbi Tomou o Rio, 2002)
- El vendedor de pasados (O vendedor de passados , 2004), Independent Foreign Fiction Prize.
- Las mujeres de mi padre (As mulheres do meu pai, 2007)
- Barroco tropical (2009)
- Milagrario personal (Milagrário Pessoal, 2010)
- Teoría general del olvido (Teoria Geral do Esquecimento, 2012)
- La educación sentimental de los pájaros (A educação sentimental dos pássaros, 2012)
- La vida en el cielo (A Vida no Céu, 2013)
- La reina Ginga (A Rainha Ginga, 2014)
- La sociedad de los soñadores involuntarios (A Sociedade dos Sonhadores Involuntários, 2017)

### Narrativa
- Don Nicolau Água-Rosada y otras historias verdaderas e inverosímiles (D. Nicolau Água-Rosada e outras estórias verdadeiras e inverosímeis, 1990)
- Fronteras perdidas, cuentos para viajar (Fronteiras perdidas, contos para viajar, 1999)
- La substancia del amor y otras crónicas (A substância do amor e outras crónicas, 2000)
- Extrañoles y bizarracos, historias para adormecer ángeles (Estranhões e bizarrocos, estórias para adormecer anjos, 2002), ilustrado por Henrique Cayatte.
- El hombre que parecía un domingo (O homem que parecia um domingo, 2002)
- Catálogo de sombras, 2003)
- La jirafa que comía estrellas (A girafa que comia estrelas, 2005), ilustrado por Henrique Cayatte.
- Manual práctico de levitación (Manual prático de levitação, 2005)
- Pasajeros en tránsito (Passageiros em trânsito, 2006)
- Los hijos del viento (O filho do vento, 2006)
- El libro de los camaleones (O Livro dos Camaleões, 2015)

### Poesía
- Corazón de los bosques, poesía 1980-1990 (Coração dos bosques, poesia 1980-1990, 1991)

### Teatro
- Generación W (Geração W, 2004)

### Periodismo
- Lisboa africana (1993), proyecto en colaboración con el periodista Fernando Semedo y la fotógrafa Elza Rocha sobre la comunidad africana en Lisboa.